# تلوث غير محدد المصدر

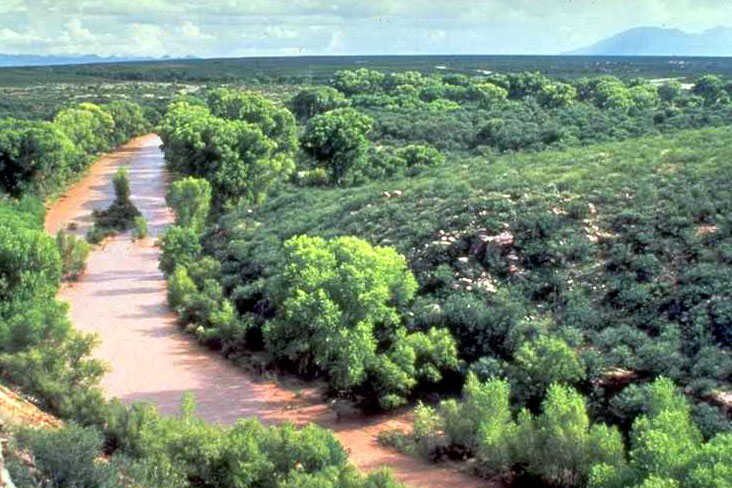
نهر مودي

تلوث غير محدد المصدر هو مصطلح يستخدم لوصف التلوث الناجم عن انبعاث لا يمكن حصره من مصدر معين، وهو على نقيض من التلوث من المصدر الثابت والذي ينتج عن مصدر واحد. ويؤدي التلوث غير محدد المصدر عموماً إلى جريان الأرض أو هطول الأمطار أو ترسب الغلاف الجوي أو التصريف أو التسرب أو التعديل الهيدرولوجي (الأمطار أو ذوبان الثلوج) حيث يصعب تتبع التلوث من مصدر واحد.
ويؤثر تلوث المياه غير المصدر على جسم الماء من المصادر مثل الجريان السطحي الملوث من المناطق الزراعية التي تصب في النهر أو الحطام الذي ينقله الرياح والذي يتدفق إلى البحر. ويؤثر تلوث الهواء غير محدد المصدر في نوعية الهواء الآتية من مصادر مثل المدخنات أو أنابيب السيارات.